# 309-я истребительная авиационная дивизия
309-я истреби́тельная авиацио́нная Смоленская Краснознамённая диви́зия (309-я иад) — авиационное воинское соединение истребительной авиации Вооружённых Сил СССР в Великой Отечественной войне, принимавшее также участие в организации ПВО Китая во время Войны в Корее.

## Наименования дивизии
- 309-я истребительная авиационная дивизия
- 309-я истребительная авиационная Смоленская дивизия
- 309-я истребительная авиационная Смоленская Краснознамённая дивизия
- 309-я истребительная авиационная Смоленская Краснознамённая дивизия ПВО

## Формирование дивизии
309-я истребительная авиационная дивизия сформирована в феврале 1943 года.

## Переформирование и расформирование дивизии
- 309-я истребительная авиационная Смоленская Краснознамённая дивизия 15 марта 1949 года была передана в состав войск ПВО и получила наименование 309-я истребительная авиационная Смоленская Краснознамённая дивизия ПВО;
- в связи с принятием новой концепции построения войск ПВО 309-я истребительная авиационная Смоленская Краснознамённая дивизия ПВО в декабре 1958 года была расформирована.

## В действующей армии
В составе действующей армии:
- с 18 февраля 1943 года по 9 мая 1945 года.

## Командиры дивизии
| Звание                  | Имя                      | Период                  | Примечание |
| ----------------------- | ------------------------ | ----------------------- | ---------- |
| подполковник, полковник | Гейбо Иосиф Иванович     | 18.02.1943 — 15.07.1943 |            |
| подполковник, полковник | Вусс Василий Никифорович | 16.07.1943 — 01.02.1947 |            |

## В составе соединений и объединений
| Дата          | Фронт (округ)                        | Армия                                   | Корпус                                     |
| ------------- | ------------------------------------ | --------------------------------------- | ------------------------------------------ |
| 01.02.1942 г. | Резерв Верховного Главнокомандования | -                                       | -                                          |
| 18.02.1943 г. | Западный фронт                       | 1-я воздушная армия                     | -                                          |
| 25.04.1944 г. | 2-й Белорусский фронт                | 1-я воздушная армия                     | -                                          |
| 28.04.1944 г. | 2-й Белорусский фронт                | 4-я воздушная армия                     | -                                          |
| 09.05.1945 г. | 2-й Белорусский фронт                | 4-я воздушная армия                     | -                                          |
| 10.06.1945 г. | Северная группа войск                | 4-я воздушная армия                     | -                                          |
| 01.12.1945 г. | Бакинский военный округ              | 7-я воздушная армия                     | -                                          |
| 01.04.1946 г. | Закавказский военный округ           | 11-я воздушная армия                    | -                                          |
| 01.12.1947 г. | Закавказский военный округ           | 7-я воздушная армия                     | 5-й истребительный авиационный корпус      |
| 01.10.1950 г. | Китай                                | ПВО КНР                                 |                                            |
| 22.05.1952 г. | Московский район ПВО                 | 52-я воздушная истребительная армия ПВО | 37-й истребительный авиационный корпус ПВО |
| 20.08.1954 г. | Московский округ ПВО                 | 52-я воздушная истребительная армия ПВО | 37-й истребительный авиационный корпус ПВО |
| 05.11.1958 г. | Московский округ ПВО                 | 52-я воздушная истребительная армия ПВО | 37-й истребительный авиационный корпус ПВО |

## Состав дивизии
| Части                                 | Период                  | Примечание                                          |
| ------------------------------------- | ----------------------- | --------------------------------------------------- |
| 49-й истребительный авиационный полк  | 21.02.1943 — 05.11.1958 | передан в 103-ю иад, в апреле 1960 г. расформирован |
| 162-й истребительный авиационный полк | 22.02.1943 — 01.11.1958 | передан в 297-ю иад, 05.10.1959 г. расформирован    |
| 172-й истребительный авиационный полк | 21.02.1943 — 01.10.1950 | включён в 65-ю иад                                  |
| 272-й истребительный авиационный полк | 18.02.1943 — 19.03.1944 | убыл в ВВС Орловского ВО                            |

## Боевой состав на 9 мая 1945 года
- 49-й истребительный авиационный полк
- 162-й истребительный авиационный полк
- 172-й истребительный авиационный полк

| Истребитель Як-3 | Як-9УМ | Як-9 |

## Участие в операциях и битвах
- Ржевско-Вяземская наступательная операция[3] — со 2 марта 1943 года по 31 марта 1943 года
- Курская битва:
  - Болховско-Орловская наступательная операция[3] — с 12 июля 1943 года по 18 августа 1943 года
- Смоленская стратегическая наступательная операция (Операция «Суворов»)[3] — с 7 августа 1943 года по 2 октября 1943 года
  - Спас-Деменская наступательная операция[3] — с 07 августа 1943 года по 20 августа 1943 года
  - Ельнинско-Дорогобужская наступательная операция[3] — с 28 августа 1943 года по 6 сентября 1943 года
  - Смоленско-Рославльская наступательная операция[3] — с 15 сентября 1943 года по 02 октября 1943 года
- Брянская наступательная операция[3] — 1 сентября 1943 года по 3 декабря 1943 года
- Оршанская наступательная операция — 12 октября 1943 года по 2 декабря 1943 года
  - Витебская операция — с 23 декабря 1943 года по 6 января 1944 года
  - Богушевская операция -с 8 января 1944 года по 24 января 1944 года
  - Витебская операция — с 3 февраля 1944 года по 16 февраля 1944 года
  - Частная операция на Оршанском направлении — с 22 февраля 1944 года по 25 февраля 1944 года
  - Витебская операция — с 29 февраля 1944 года по 5 марта 1944 года
  - Оршанская операция — с 5 марта 1944 года по 9 марта 1944 года
  - Богушевская операция — с 21 марта 1944 года по 29 марта 1944 года
- Белорусская наступательная операция[3] — с 23 июня 1944 года по 29 августа 1944 года
  - Могилёвская наступательная операция — с 24 июня 1944 года по 29 июня 1944 года
  - Минская операция — с 29 июня 1944 года по 4 июля 1944 года
  - Белостокская наступательная операция — с 5 июля 1944 года по 27 июля 1944 года
  - Осовецкая наступательная операция — с 6 августа 1944 года по 14 августа 1944 года
- Ломжа-Ружанская наступательная операция — с 30 августа 1944 года по 2 ноября 1944 года
- Восточно-Прусская стратегическая наступательная операция[3] — с 13 января 1945 года по 25 апреля 1945 года
  - Млавско-Эльбингская наступательная операция[3] — с 14 января 1945 года по 26 января 1945 года
  - Кёнигсбергская операция — с 6 апреля 1945 года по 9 апреля 1945 года
- Восточно-Померанская стратегическая наступательная операция[3] — с 10 февраля 1945 года по 4 апреля 1945 года
  - Хойнице-Кезлинская наступательная операция — с 10 февраля 1945 года по 6 марта 1945 года
  - Данцигская наступательная операция — с 7 марта 1945 года по 31 марта 1945 года
- Берлинская стратегическая наступательная операция[3] — с 16 апреля 1945 года по 8 мая 1945 года
  - Штеттинско-Ростокинская наступательная операция — с 16 апреля 1945 года по 8 мая 1945 года

## Почётные наименования
- 309-й истребительной авиационной дивизии 25 сентября 1943 года за показанные образцы мужества и геройства в борьбе против фашистских захватчиков при форсировании реки Днепр и овладении штурмом городов Смоленск — важнейшего стратегического узла обороны немцев на западном направлении, и Рославль — оперативно важным узлом коммуникаций и мощным опорным пунктом обороны немцев на могилевском направлении присвоено почётное наименование «Смоленская»[8].
- 49-му истребительному авиационному Краснознамённому полку 25 июля 1944 года за отличие в боях за овладение городом и крепостью Гродно присвоено почётное наименование «Гродненский»[9].
- 162-му истребительному авиационному полку 25 июля 1944 года за отличие в боях за овладение городом и крепостью Гродно присвоено почётное наименование «Гродненский»[9].
- 172-му истребительному авиационному полку за отличие в боях за овладение городом Белосток 9 августа 1944 года присвоено почётное наименование «Белостокский»[10].

## Награды
- 309-я истребительная авиационная Смоленская дивизия за образцовое выполнение заданий командования в боях при форсировании рек Проня и Днепр, прорыв сильно укрепленной обороны немцев, а также за овладение городами Могилев, Шклов и Быхов, проявленные при этом доблесть и мужество, Указом Президиума Верховного Совета СССР от 10 июля 1944 года награждена орденом Красного Знамени.
- 162-й истребительный авиационный Гродненский полк за образцовое выполнение боевых заданий командования на фронте борьбы с немецкими захватчиками и проявленные при этом доблесть Указом Президиума Верховного Совета СССР от 2 августа 1944 года награждён орденом Красного Знамени.
- 162-й истребительный авиационный Гродненский Краснознамённый полк за образцовое выполнение боевых заданий командования в боях с немецкими захватчиками при овладении городами Пренцлау, Ангермюнде и проявленные при этом доблесть и мужество Указом Президиума Верховного Совета СССР от 4 июня 1945 года награждён орденом Суворова III степени.
- 172-й истребительный авиационный Белостокский полк за образцовое выполнение заданий командования в боях с немецкими захватчиками, за овладение городом и крепостью Ломжа и проявленные при этом доблесть и мужество Указом Президиума Верховного Совета СССР от 22 сентября 1944 года награждён орденом Суворова III степени.
- 172-й истребительный авиационный Белостокский ордена Суворова III степени полк за образцовое выполнение боевых заданий командования в боях с немецкими захватчиками при вторжении в южные районы Восточной Пруссии и проявленные при этом доблесть и мужество Указом Президиума Верховного Совета СССР от 19 февраля 1945 года награждён орденом Красного Знамени.

## Благодарности Верховного Главнокомандования
Воинам дивизии Верховным Главнокомандующим объявлена благодарность:
- За отличия в боях при форсировании реки Днепр и овладении штурмом городов Смоленск – важнейшего стратегического узла обороны немцев на западном направлении, и Рославль - оперативно важным узлом коммуникаций и мощным опорным пунктом обороны немцев на могилевском направлении[8].
- за прорыв обороны немцев западнее города Мстиславль[11]
- за овладение городами Могилев, Шклов и Быхов[12]
- За отличие в боях при овладении  городом и крепостью Гродно – крупным железнодорожным узлом и важным укреплённым районом обороны немцев, прикрывающим подступы к границам Восточной Пруссии[13].
- за овладение городом Белосток[14]
- за овладение городом и крепостью Ломжа[15]
- за взятие Пшасныша и Модлина[16]
- за взятие Млавы, Дзялдова (Зольдау) и Плоньска[17]
- за овладение городами Остероде и Дейч-Эйлау[18]
- за овладение городом Эльбинг[19]
- за овладение городами Руммельсбург и Поллнов[20]
- за овладение городом Кёзлин[21]
- за овладение городом и крепостью Грудзёндз[22]
- за овладение городами Гнев и Старогард[23]
- за овладение городами Бытув и Косьцежина[24]
- за владение городами Тчев (Диршау), Вейхерово (Нойштадт) и Пуцк (Путциг)[25]
- за овладение городом и крепостью Гданьск[26]
- за овладение городом Штеттин[27]
- за овладение городами Пренцлау и Ангермюнде[28]
- за овладение городами Анклам, Фридланд, Нойбранденбург, Лихен[29]
- за овладение городами Штральзунд, Гриммен, Деммин, Мальхин, Варен, Везенберг[30]
- за овладение городами Росток и Варнемюнде[31]
- за овладение городами Барт, Бад-Доберан, Нойбуков, Барин, Виттенберге[32]
- За отличие в боях при овладении  портом и военно-морской базой Свинемюнде - крупным портом и военно-морской базой немцев на Балтийском море[33].
- за овладение островом Рюген[34]

## Отличившиеся воины дивизии
- Астахов Иван Михайлович, капитан, командир эскадрильи 49-го истребительного авиационного полка 309-й истребительной авиационной дивизии 1-й воздушной армии 1 июля 1944 года удостоен звания Герой Советского Союза. Посмертно.
- Афонин Василий Максимович, подполковник в отставке, лётчик-инспектор по технике пилотирования 309-й истребительной авиационной дивизии 4-й воздушной армии, удостоен звания Герой России Указом Президента России от 2 мая 1996 года. Медаль № 267. Посмертно.
- Горохов, Юрий Иванович, капитан, командир эскадрильи 162-го истребительного авиационного полка 309-й истребительной авиационной дивизии 1-й воздушной армии 4 февраля 1944 года удостоен звания Герой Советского Союза. Посмертно.
- Грачёв Анатолий Александрович, старший лейтенант, заместитель командира эскадрильи 272-го истребительного авиационного полка 309-й истребительной авиационной дивизии 1-й воздушной армии 4 февраля 1944 года удостоен звания Герой Советского Союза. Золотая Звезда № 2806.
- Киселёв Сергей Иванович, капитан, командир эскадрильи 162-го истребительного авиационного полка 309-й истребительной авиационной дивизии 1-й воздушной армии 4 февраля 1944 года удостоен звания Герой Советского Союза. Золотая Звезда № 3194
- Коломин Пётр Иванович, подполковник, командир 162-го истребительного авиационного полка 309-й истребительной авиационной дивизии 4-й воздушной армии 18 августа 1945 года удостоен звания Герой Советского Союза. Золотая Звезда № 8206.
- Коломоец Василий Николаевич, капитан, командир эскадрильи 49-го истребительного авиаполка 309-й истребительной авиационной дивизии 4-й воздушной армии 2-го Белорусского фронта Указом Президиума Верховного Совета СССР от 23 февраля 1945 года удостоен звания Герой Советского Союза. Золотая Звезда № 5402.
- Климанов Иван Кириллович, капитан, командир эскадрильи 49-го истребительного авиационного полка 309-й истребительной авиационной дивизии 4-й воздушной армии 23 февраля 1945 года удостоен звания Герой Советского Союза. Золотая Звезда № 5401.
- Спириденко Николай Кузьмич, майор, командир эскадрильи 172-го истребительного авиационного полка 309-й истребительной авиационной дивизии 4-й воздушной армии 23 февраля 1945 года удостоен звания Герой Советского Союза. Золотая Звезда № 5364.
- Щеголёв Владимир Георгиевич, капитан, командир эскадрильи 162-го истребительного авиационного полка 309-й истребительной авиационной дивизии 4-й воздушной армии 18 августа 1945 года удостоен звания Герой Советского Союза. Посмертно.

| МиГ-19 | МиГ-15 | МиГ-17 |